# James Dyson
James Dyson (Norfolk, 2 mei 1947) is een Britse uitvinder.

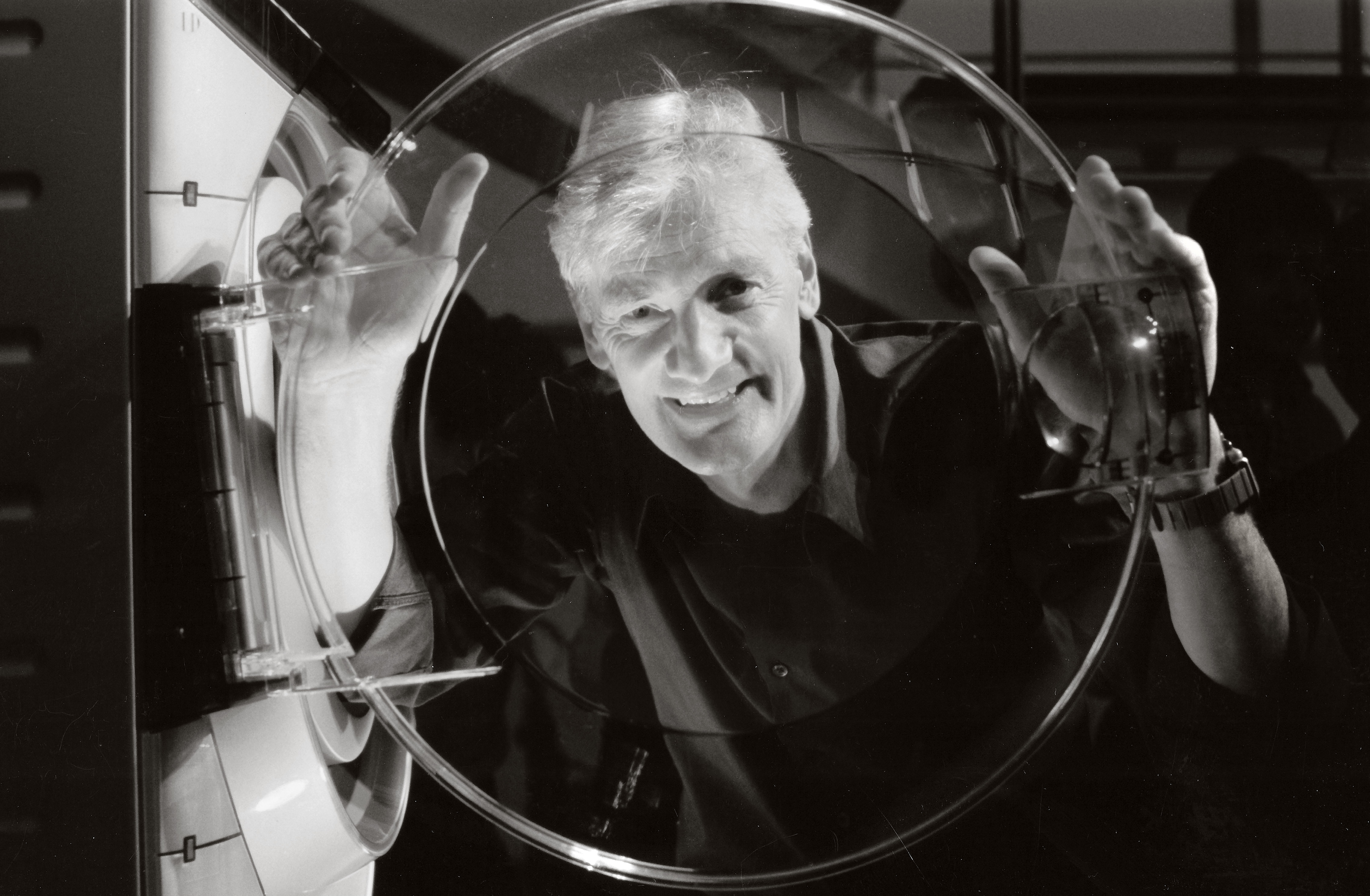
James Dyson (2000)

James Dyson is vooral bekend als uitvinder van de zakloze stofzuiger. Daarnaast heeft hij nog meer dan 130 uitvindingen laten beschermen.
Hij kreeg verschillende eredoctoraten en prijzen en hij behoort tot de rijkste inwoners van het Verenigd Koninkrijk. Volgens The Sunday Times heeft Dyson een vermogen van 23 miljard pond (2023), wat hem de op vijf na rijkste persoon van het Verenigd Koninkrijk zou maken.
Hij studeerde aan de Gresham's School.